# Martin Whitmarsh
Martin Whitmarsh (né le 29 avril 1958 à Lyndhurst, district de New Forest, dans le comté de Hampshire) est une personnalité britannique du sport automobile. 
Directeur exécutif (Chief executive officer) de l'écurie de Formule 1 McLaren Racing depuis 2004, il en devient le directeur à partir du 1er mars 2009. Il est également le Chief operating officer du McLaren Group jusqu'au 16 janvier 2014, date à laquelle McLaren Group annonce que Ron Dennis devient directeur exécutif, remplaçant ainsi Martin Whitmarsh. Celui-ci quitte l'écurie britannique le 26 août 2014.

## Biographie
Titulaire d'un diplôme en génie mécanique de l'université de Portsmouth obtenu en 1980, Martin Whitmarsh commence sa carrière professionnelle en tant qu'ingénieur à British Aerospace. Il y reste jusqu'en 1989, année au cours de laquelle il est recruté par l'écurie de Formule 1 McLaren en tant que chef des opérations.
Promu Managing Director en 1997 puis CEO (chief executive officer) de McLaren Racing en avril 2004, il devient l'homme de confiance et le bras droit de Ron Dennis, le président et directeur de l'écurie.
Ron Dennis délaissant progressivement la gestion quotidienne de l'écurie afin de se concentrer sur d'autres aspects du McLaren Group, Whitmarsh devient, de fait, le véritable directeur de l'écurie au fil des années 2000. Cette répartition des taches est officialisée à partir du 16 janvier 2009 lorsque Whitmarsh prend la place de Dennis, démissionnaire, à la tête de l'équipe.
Il est également Chief operating officer du McLaren Group jusqu'au 16 janvier 2014 quand Ron Dennis redevient directeur exécutif.
Le 26 août 2014, Martin Whitmarsh quitte l'écurie britannique.
Le 1er octobre 2021, il est recruté par Aston Martin et devient le directeur général d'une nouvelle entité du groupe, Aston Martin Performance Technologies. Cette nouvelle entité s'occupera du développement technique de la marque mais aussi de l'écurie de Formule 1.